# 弥诺陶洛斯

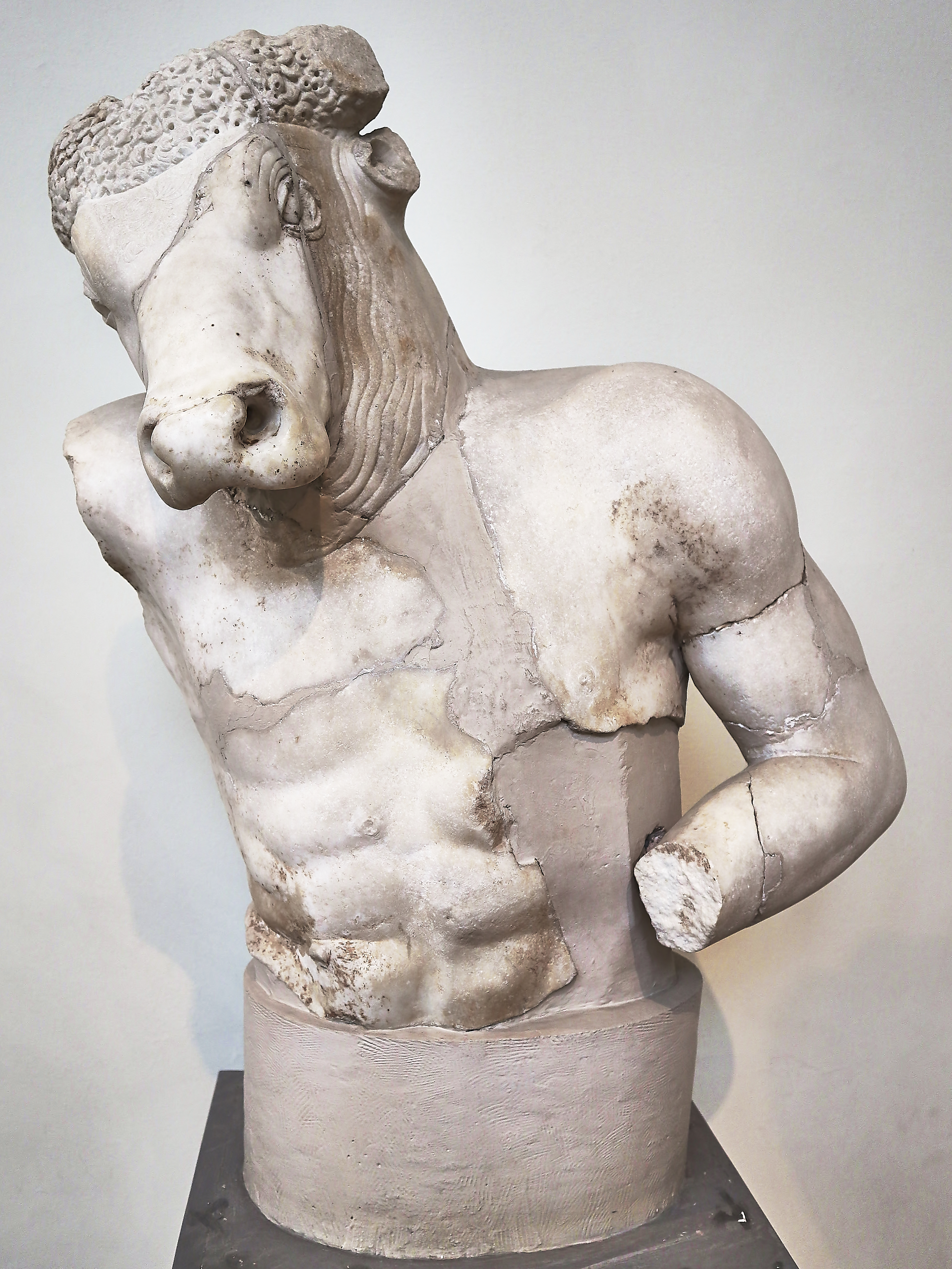
弥诺陶洛斯半身像，现藏雅典国家考古博物馆

弥诺陶洛斯（字面意思为“弥诺斯的牛”）或希臘牛頭人，是希腊神话中一个著名的半人半牛怪物。其名稱來自「米諾斯」（μινώς）和「公牛」（ταύρος）的組合。也因英文译名譯作米諾陶（英語：Minotaur）。

## 谱系
按照传统说法，弥诺陶洛斯是克里特国王弥诺斯之妻帕西淮与克里特公牛发生反常性关系而生出来的怪物。事緣在弥诺斯与其兄弟争夺王位的时候，弥诺斯請求海神波塞頓賜給他一頭純白色的公牛，以證明自己獲得王位乃是出自神意，而他亦向波塞頓許諾，將來會宰獻這頭白公牛給牠，以示崇敬。海神波塞頓真的從海上送給他這樣一頭牛，此即克里特公牛。可是，弥诺斯最終食言，献祭了另外一头牛，因而激怒了波塞頓。波塞頓为了报复，就使帕西淮爱上了克里特公牛。在著名的建筑师代达罗斯的帮助下，帕西淮化装成一头母牛与此牛交配，结果她不久便生下了弥诺陶洛斯。
但按照另一种说法，弥诺陶洛斯是波塞頓本人与帕西淮所生。
在古希腊人的想象中，弥诺陶洛斯為牛头人身，還有一条牛尾巴。据说帕西淮在弥诺陶洛斯婴儿时期还曾抚养过它，但弥诺陶洛斯在长大之后就变得非常残忍凶暴。

## 神话

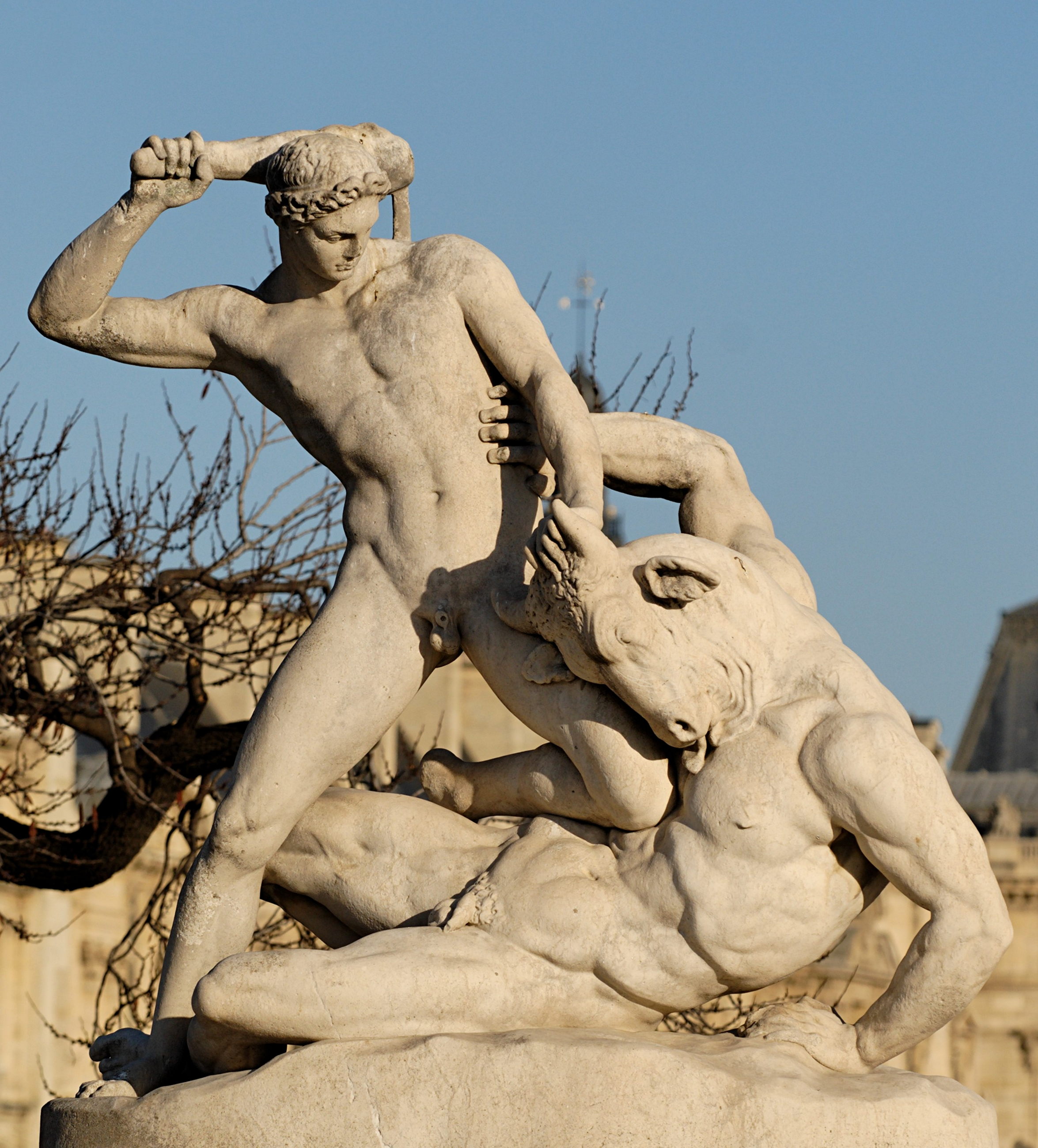
忒修斯与弥诺陶洛斯搏斗，作者：尚-埃蒂安·拉梅

弥诺陶洛斯在希腊神话中主要出现于阿提卡英雄忒修斯的事迹裏。该故事的大致情节如下：
在从德尔斐神谕中获得启示之后，弥诺斯授意代达罗斯为他建造一座巨大的地下迷宫，以供弥诺陶洛斯居住。代达罗斯之子伊卡洛斯也参与了迷宫的建设。迷宫建好后，弥诺陶洛斯便住在其中，以犯人和雅典城进贡的童男童女为食。
雅典人被迫进贡童男童女的原因是他们对弥诺斯之子安德洛革俄斯的死亡负有责任。安德洛革俄斯因为在泛雅典娜节运动会上获胜，而被嫉妒的雅典国王埃勾斯杀死。弥诺斯欲为儿子复仇，遂向雅典开战。结果雅典人大败，被迫投降，并许诺每年向克里特进贡七对童男童女，以供弥诺陶洛斯食用（一说为每3年进贡一次；或每9年一次）。还有一种说法认为，安德洛革俄斯是由于受埃勾斯之命前去猎捕马拉松野牛（与前面的克里特公牛是同一头牛）而在马拉松被该野牛所杀。总之弥诺斯由于儿子之死而对雅典发怒，迫使雅典人进贡活人作为怪物的食物。
希腊神话中的著名英雄、埃勾斯之子忒修斯自愿作为童男之一前去克里特（一说是弥诺斯点名要忒修斯作为贡品），以图除掉这个怪物。他和父亲约定，如果成功地杀死了怪物，就在返回的时候于船上悬挂白帆。忒修斯来到克里特后，弥诺斯的女儿阿里阿德涅爱上了他。阿里阿德涅为使爱人免于一死，指点他在迷宫裡不会迷路的方法。在大多数版本的神话里，阿里阿德涅给了忒修斯一个线团以使他可以标记出走过的路（这线团本是代达罗斯送给阿里阿德涅的）。忒修斯成功地在迷宫中找到了弥诺陶洛斯并将其杀死，然后领着其他人走出了迷宫。雅典人从此摆脱了这个恐怖的贡赋。忒修斯带着阿里阿德涅返回雅典，但在半路上将她遗弃。在快要抵达故乡时，忒修斯忘记了要把船上的黑帆换为白帆的事。结果登高远眺的埃勾斯误以为儿子已死，就在绝望中跳海自杀。弥诺斯发现忒修斯逃走后极为震怒，把代达罗斯父子关在了迷宫里；但这二人用蜜蠟做成翅膀，成功地从克里特岛逃走了，但由於代達羅斯之子伊卡洛斯心高氣傲，不理父親的勸告飛得太高，雙翼遭太陽溶化跌落海中溺斃。
杀死弥诺陶洛斯是忒修斯最大的一件功绩。

## 神话学詮譯
弥诺陶洛斯神话反映了古老的人兽同体的观念。古代人相信，弥诺陶洛斯与地下世界和天体有关：它的一个别名是“阿斯忒里翁”，意为“星辰”。某些希腊教派认为，迷宫里的弥诺陶洛斯是宙斯的化身。
现代学者对于帕西淮与克里特公牛的反常交媾的解释是，这可能是在隐喻古老的“神婚”仪式。在这种宗教祭礼中，女祭司与有着牛的外形的神祇性交（在实际仪式中，这一神祇可能由男祭司或国王扮演）。此外，弥诺陶洛斯需要吃人的现象可能是对古代杀人祭神的习俗的反映。神话学家指出，弥诺陶洛斯的形象和腓尼基人信奉的、需要人祭的牛头神「巴力－摩洛」（the Baal-Moloch of the Phoenicians）极为相似，或许二者同源。弥诺陶洛斯被忒修斯杀死这一事实则可能反映了某种古老的回忆。例如，它或许是古人对希腊本土的迈锡尼文明发展壮大并摆脱米诺斯文明（克里特岛的古文明）影响这一历史事实的模糊记忆；迈锡尼人最终征服了克里特。
由于在克里特岛发现了米诺斯文明的大规模遗址，人们已经注意到神话与考古发现之间的联系。所谓“迷宫”可能就是对遗址中的宫殿部分（即所谓克诺索斯）的夸张描述，该建筑结构非常复杂。另外，考古学家指出了米诺斯文明中具有宗教意义的公牛符号，以及该文明著名的跳牛运动。或许弥诺陶洛斯神话带有很多古文明的遗迹。

## 流行文化形象
- 聖鬥士星矢中冥鬥士天勞星 弥诺陶洛斯 哥頓。
- 獵獸神兵中第二十六號部隊「擬神兵部隊」的隊員西奧多爾，擬神兵型態為「牛頭巨人 邁諾陶洛斯」亦是穿著鎧甲的牛頭人。
- 魔動王中九大邪動神之一的ミノダロス,形象即取自彌諾陶洛斯。
- 弥诺陶洛斯在手機遊戲《Fate/Grand Order》登場。
- 弥诺陶洛斯在遊戲《刺客教條：奥德賽》中登場，玩家扮演的阿利克西欧斯/卡珊德拉在与它大战一场后杀掉它，并拿走使其由人变魔的伊甸苹果。
- 在日本漫画，后来改编为动画的《邪神与厨二病少女》中，主要角色之一的米诺斯是弥诺陶洛斯的女儿。
- 2005年電影作品《波西傑克森—神火之賊》，波西的母親被弥诺陶洛斯所殺。
- 2012年電影作品《怒戰天神》，由史賓賽·威爾丁 飾演，被困在冥界迷宮裡面，最後被帕修斯給擊殺。
- 2017電影作品《戴夫的神奇迷宮》。

## 资料来源
- 《世界神话辞典》，辽宁人民出版社，ISBN 7-205-00960-X
- 《神话辞典》，（苏联）M·H·鲍特文尼克等，统一书号：2017·304
- 希腊神话中的弥诺陶洛斯 （页面存档备份，存于）